# Hitomi Kanehara
Hitomi Kanehara (japonès: 金原 ひとみ, Kanehara Hitomi; Tòquio, 8 d'agost de 1983) és una escriptora japonesa. Va deixar els estudis amb 15 anys per dedicar-se a la literatura amb el suport pel seu pare, el professor de literatura, escriptor de novel·la infantil i traductor Mizuhito Kanehara. Ha rebut els premis Akutagawa (2003) i Shueisha (Hebi ni Piasu, 2003).

## Obres
- 2003 Hebi ni piasu (蛇にピアス), ISBN 4087746836
- 2004 Asshu beibii (アッシュベイビー), ISBN 4087747018
- 2005 AMEBIC, ISBN 4087747018
- 2005 Ōtofikushon (オートフィクション), ISBN 9784087753646
- 2007 Haidora (ハイドラ), ISBN 4103045310
- 2007 Hoshi e ochiru (星へ落ちる), ISBN 4087748979
- 2009 Yūutsu tachi (憂鬱たち), ISBN 4163285202
- 2009 Trip Trap (トリップ・トラップ), ISBN 4048740121
- 2011 Mazāzu (マザーズ), ISBN 9784103045328